# Kasumigaseki Country Club
Der Kasumigaseki Country Club (japanisch 霞ヶ関カンツリー倶楽部, Kasumigaseki kantsurī kurabu) ist ein privater Golfplatz in der Stadt Kawagoe, in der japanischen Präfektur Saitama.

## Geschichte

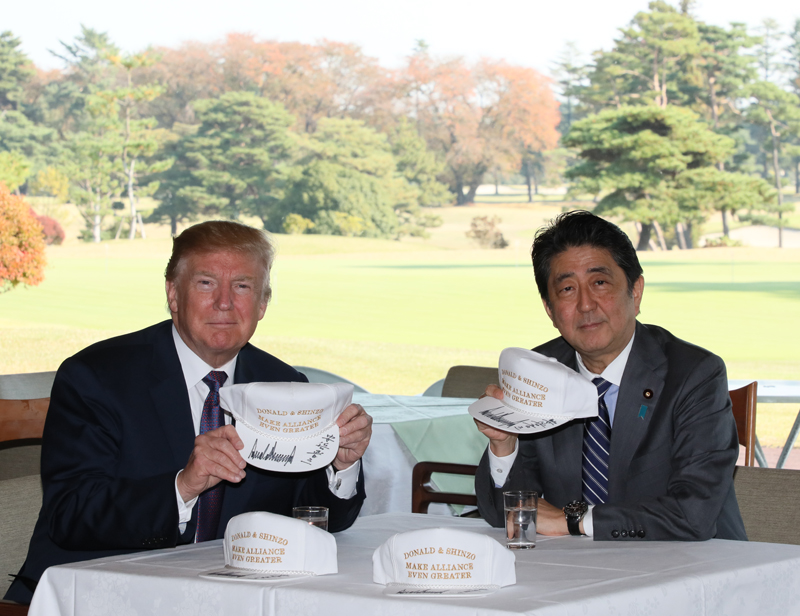
Shinzō Abe und Donald Trump beim Treffen im Kasumigaseki Country Club 2017.

Der Kasumigaseki Country Club wurde am 6. Oktober 1929 eröffnet und war der erste Golfplatz in Saitama. Er verfügt über einen Ost- und einen Westkurs. Der Ostkurs wurde von  Kinya Fujita, Shiro Akaboshi und Charles H. Alison gestaltet. Der Westkurs von Seiichi Inoue.
Die Anlage wurde schon des Öfteren als Austragungsort für internationale Golfturniere benutzt, so wurde hier 1957 der World Cup ausgetragen. Viermal fanden hier auch die Japan Open Golf Championships statt (1933, 1956, 1995 und 2006). Außerdem wurden auf dem Golfplatz die Asian Amateur Championship 2010 ausgetragen.
Im November 2017 traf sich der US-amerikanische Präsident Donald Trump mit dem japanischen Premierminister Shinzō Abe im Kasumigaseki Country Club.
Für die Olympischen Sommerspiele 2020 dient der Golfplatz als Wettkampfstätte für die beiden Golfwettbewerbe der Männer und Frauen.